# Canal Gant-Bruges
El Canal Gant-Brugge (també anomenat Brugse vaart o Gentse vaart) és un canal de Bèlgica que enllaça les ciutats de Gant i de Bruges. Té una llargada de 40,5 km i és de classe V, IV i II. A Gant connecta amb el Ringvaart, a Nevele passa sobre el sifó de l'Schipdonkkanaal i a Bruges amb el Damse Vaart i el Canal Bruges-Oostende. Els primers project de connectar Bruges amb el Leie a Deinze data del segle xiii, i així és un dels canals més antics de Flandes.

## Història

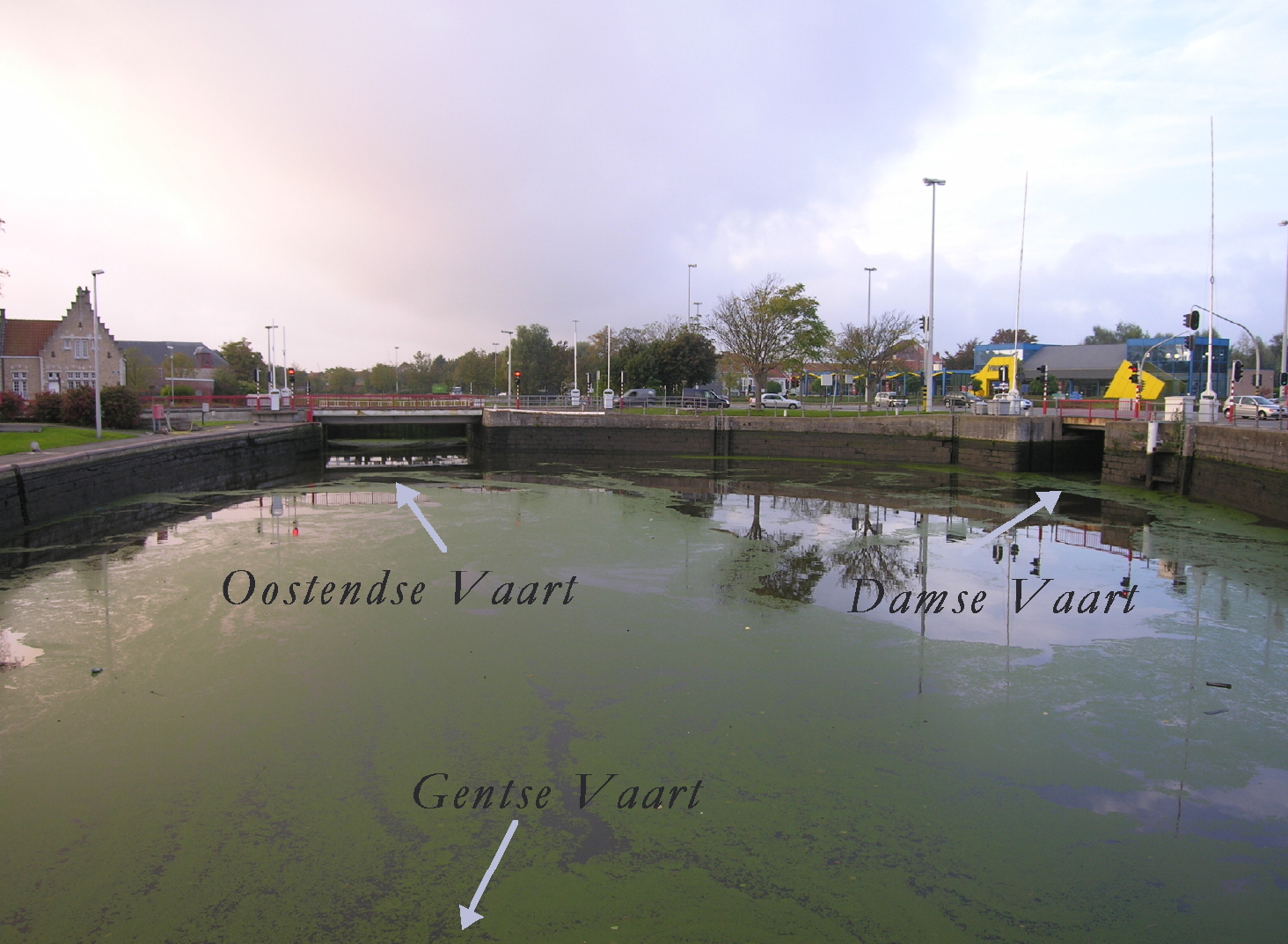
Confluència del Reie, Canal Bruges-Oostende, Damse Vaart i Canal Gant-Bruges

La història del canal comença a l'edat mitjana quan la ciutat de Bruges cercava desesperadament a resoldre el problema de l'ensorrament de l'Zwin, el braç de mar que enllaçava el seu port al mar. Es va decidir de connectar els llits de dos rierols, l'Hoge Kale, el tram superior del riu Durme i el Zuidleie en excavar la cresta arenosa entre Beernem i Sint-Joris. Com que van seguir el curs natural dels dos rius, el canal no és pas rectilini com els canals moderns. Aquest canal primitiu de poca profunditat tenia moltes rescloses i el trànsit era molt lent.

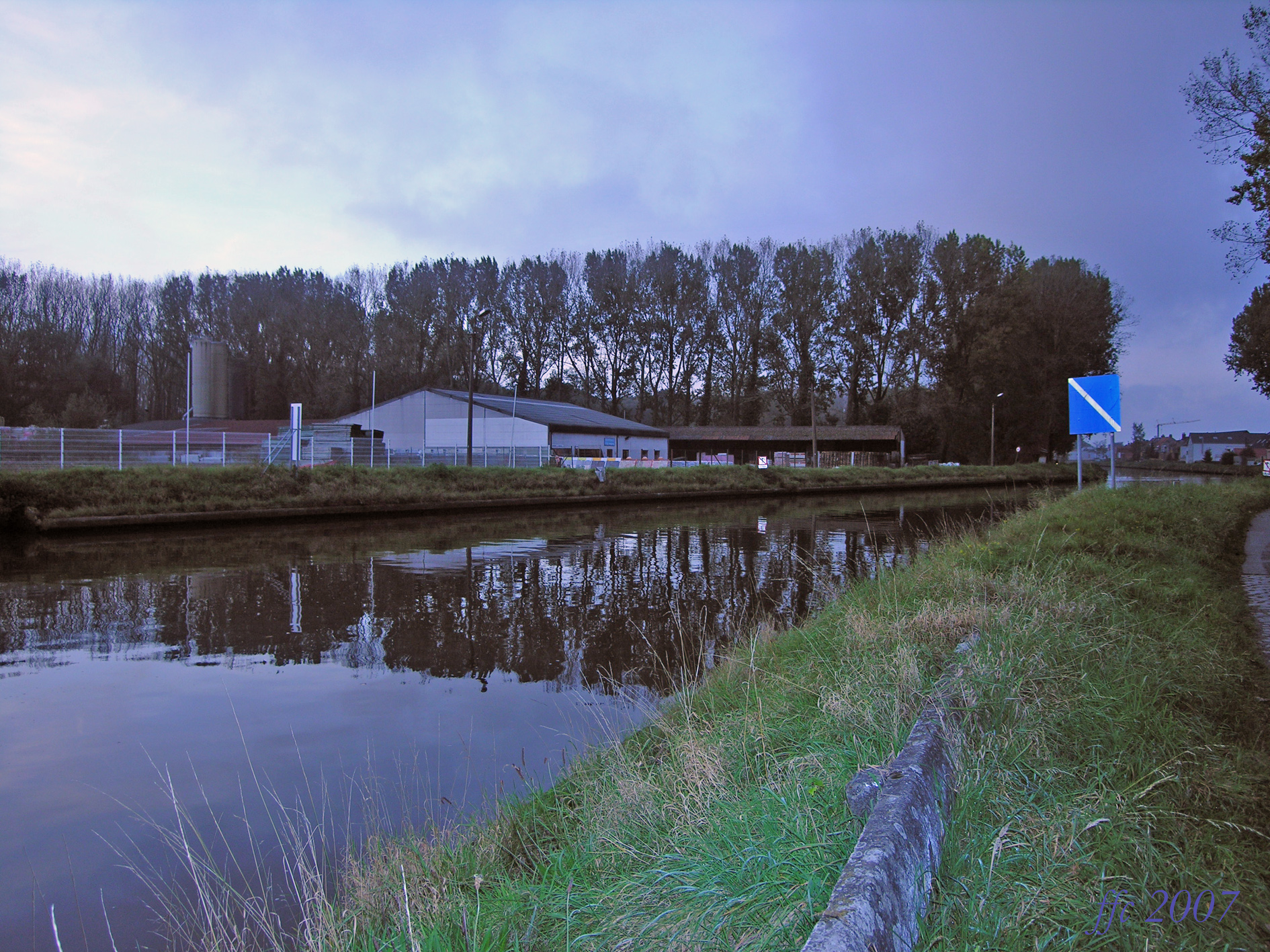
El canal a la l'hora de la posta del sol a Steenbrugge

Bruges volia també desviar el Leie, però aquest propòsit no va gaire plaure a la gent de Gant, que temia que això perjudiqués al comerç gantenc amb Artois i al seu aprovisinament d'aigua. Una primera batalla entre les dues ciutats va tenir lloc el 1379, quan una milícia de Gant, els Witte Kaproenen van atacar els obrers. El projecte brugenc també era una de les raons per a la batalla del Beverhoutsveld el 1382. Aquesta violència guerriera va parar l'obra per a més de dos segles. Des de l'inici del segle xvii comença l'obra per a aprofundir el canal. El 1753, es va millorar la travessia de Bruges, quan es va estrenar el canal de Coupure, com a alternativa del Reie, massa estret i poc pregon. Manca de recursos financers i discussions entre els estats del comtat de Flandes i del ducat de Brabant van alentir la feina. Els brabançons no veien per què haurien hagut de contribuir financerament a la construcció d'un canal fora del seu territori.
Més modernitzacions van seguir als segles xix i xx i augmentar la capacitat fins a 1350 (o 2000) tones. Aquest projecte encara no s'ha acabat i queda un embús de 4,7 km entre Oostkamp i Bruges on el canal només és de classe II. Des de l'any 1623 fins a l'adveniment del ferrocarril el canal tenia també un rol per al transport de persones. Hi havia una línia regular, amb una sortida en totes dues direccions per dia. El trajecte durava uns vuit hores amb embarcacions, anomenades barge, sirgades per cavalls.

## Rescloses

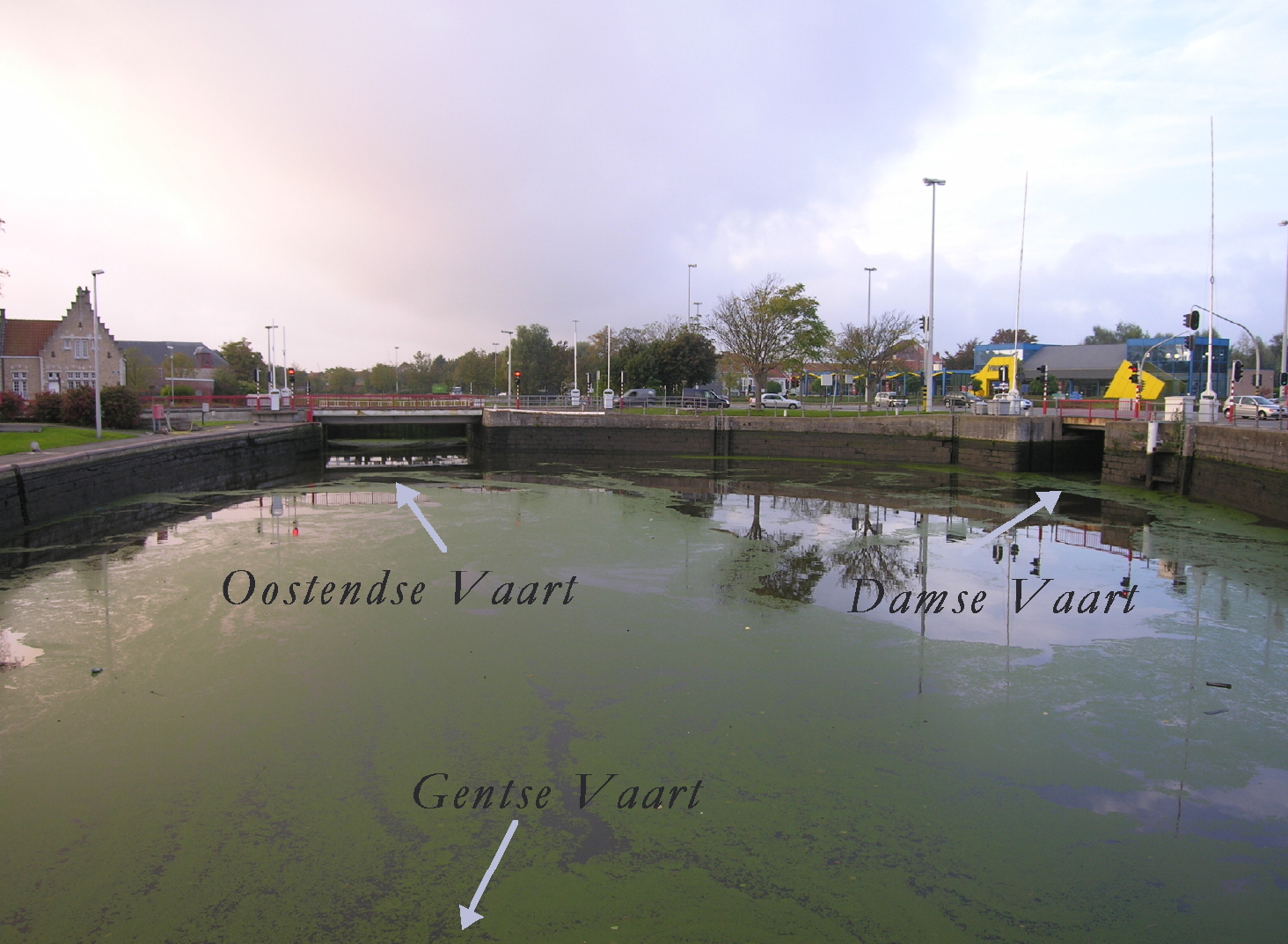
La resclosa i l'Spuikom de la Dampoort Bruges

| Localitat | llargada | amplada | profunditat | alçària llibre | Vinderhoute | 10,26 m | 7,50 m | 1,97 m | — |
| Beernem   | —        | 16,00 m | 4,50 m      | 7,00 m         |             |         |        |        |   |
| Bruges    | 90,80 m  | 11,75 m | 2,30m       | 99,99          |             |         |        |        |   |

## Afluents
- Rivierbeek a Moerbruge (Oostkamp)